# Diget (højskole)
 For alternative betydninger, se Diget. (Se også artikler, som begynder med Diget)
Diget – højskolen ved Skagen var en sundhedshøjskole etableret i 1985, på en gammel slægtsgård fra 1700-tallet, som er beliggende ved Ålbæk mellem Skagen og Frederikshavn. Den gik konkurs i december 2010, mens de 25 ansatte var på juleferie.
Højskolen tilbød kurser, oftest relateret til livsglæde samt psykiske og fysiske tiltag i forbindelse sundhed.
Slægtsgårdens sidste ejer, Svend Aage Larsen, omdannede ejendommen med bygninger og jordtilliggender til en fond ved navn Digets Fond.
Sundhedshøjskolens fysiske rammer var de gamle bygninger, som efter oprettelsen blev renoveret, og der blev foretaget forskellige udvidelser, i et samarbejde med Hjerteforeningen.
Efter 1 1/2 års renovering 2017/18 åbnede Diget i foråret som Hotel Hvideklit. Hotellet har åbent året rundt, med tilhørende restaurant samt selskabs- og konference faciliteter

## Ekstern henvisning/kilde
Højskolen Diget går konkurs Arkiveret 17. august 2016 hos  Wayback Machine, Nordjyske
- http://hotelhvideklit.com Arkiveret 16. juni 2018 hos  Wayback Machine

https://www.toppenafdanmark.dk/hotel-hvideklit-gdk1100482 Arkiveret 24. maj 2018 hos  Wayback Machine